# Annopol
Pour les articles homonymes, voir Annopol (homonymie).
Annopol ([anˈnɔpɔl]) est une ville du powiat de Kraśnik de la voïvodie de Lublin, dans le sud-est de la Pologne.
La ville est le siège administratif (chef-lieu) de la gmina appelée gmina d'Annopol.
Elle se situe à environ 28 kilomètres à l'ouest de Kraśnik (siège du powiat) et 81 kilomètres au sud-ouest de Lublin (capitale de la voïvodie).
Sa population s'élevait à 2 663 habitants en 2013 répartie sur une superficie de 7,73 kilomètres carrés.

## Histoire
La ville était un shtetl, ainsi, lors du recensement de 1921, les juifs représentent 73 % de la population de la ville.
Pendant la Seconde Guerre mondiale, un ghetto est installé par les nazis. À la liquidation du ghetto, la plupart des Juifs sont assassinés dans le camp d'extermination de Belzec.
Les deux synagogues et un cimetière juif sont détruits mais il reste un cimetière juif du XVIIIe siècle qui se visite.
L'histoire de Annopol est inextricablement liée à celle du village voisin d'Annopol - Rachow, souvent combinés dans des documents écrits.
De 1975 à 1998, la gmina est attachée administrativement à la voïvodie de Tarnobrzeg.

Depuis 1999, elle fait partie de la voïvodie de Lublin.